# Tîmofiivka, Bratske
Tîmofiivka (în ucraineană Тимофіївка) este un sat în comuna Hrîhorivka din raionul Bratske, regiunea Mîkolaiiv, Ucraina.

## Demografie
Componența lingvistică a localității Tîmofiivka
     Ucraineană (93,24%)
     Rusă (4,73%)
     Română (2,03%)
Conform recensământului din 2001, majoritatea populației localității Tîmofiivka era vorbitoare de ucraineană (93,24%), existând în minoritate și vorbitori de rusă (4,73%) și română (2,03%).